# João Paulo Rillo
João Paulo Rillo (São José do Rio Preto, 1º de janeiro de 1977) é um ator, advogado e político brasileiro, filiado ao Partido Socialismo e Liberdade (PSOL). 

## Biografia
Os primeiros passos no movimento estudantil foram dados quando, em 1991, presidiu o Centro Cívico do Sesi. Em 1995, com 18 anos, foi eleito presidente municipal do PT. Em 2000, coordenou a campanha que levou o PT a conquistar o cargo de vice-prefeito em Rio Preto e a eleger quatro vereadores. Em 2001, eleito secretário do PT na região, ajudou na organização do partido em mais de 50 municípios. No ano de 2004, João Paulo disputou as eleições como candidato a vereador e foi eleito.
Ator, diretor de teatro e músico, defendeu a cultura como uma das principais bandeiras na busca de inclusão social e formação do raciocínio crítico do cidadão.
Em 2008 João Paulo Rillo candidatou-se prefeito de São José do Rio Preto e foi derrotado. Obteve 103.967 votos.
Com 32 anos, foi Assessor Especial do Ministério do Turismo, onde auxiliou e acompanhou o ministro em audiências com deputados, senadores, prefeitos e secretários de Estado. Colaborou com a coordenação do ministério na implementação de uma política nacional de turismo. Foi indicado para representar o Ministério na SASF (Subchefia de Assuntos Federativos), um órgão ligado à Presidência da República que integra todos os ministérios.
Em 2010, Rillo foi candidato a deputado estadual e eleito com aproximadamente 112.000 votos
No dia 4 de maio de 2016, foi protagonista no embate promovido por estudantes que ocuparam a Assembleia legislativa do estado de São Paulo. Os reivindicam a instalação imediata de uma comissão interna de inquérito (CPI) para investigar corrupção e desvios de verbas publicas na merenda escolar nas escolas publicas do Estado de São Paulo.
Em 2018, deixou o Partido dos Trabalhadores para ingressar no PSOL. Tentou a reeleição nas eleições estaduais em São Paulo em 2018 mas não obteve êxito, mesmo com o crescimento da bancada do PSOL, que conseguiu cinco cadeiras na Alesp.
Em 2020, Rillo foi eleito vereador da Câmara Municipal de São José do Rio Preto pelo PSOL com 4.272 votos.
Em 2022, ele foi candidato a deputado federal, tendo obtido 39.603 votos, o que o colocou na 4ª suplência da Federação PSOL REDE, atrás de Ricardo Galvão (3º suplente), Ivan Valente (2º suplente) e Luciene Cavalcante da Silva (1º suplente).